# Лісаура
Лісаура (рум. Lisaura) — село у повіті Сучава в Румунії. Входить до складу комуни Іпотешть.
Село розташоване на відстані 356 км на північ від Бухареста, 3 км на південний схід від Сучави, 111 км на північний захід від Ясс.

## Населення
За даними перепису населення 2002 року у селі проживали 708 осіб, з них 707 осіб (99,9%) румунів. Рідною мовою 707 осіб (99,9%) назвали румунську.